# Воскрешение сына наинской вдовы (картина Веронезе)
«Воскрешение сына наинской вдовы» (итал. Risurrezione del figlio della vedova di Nain) — картина итальянского живописца Паоло Веронезе (1528-1588), представителя венецианской школы. Создана в 1565–1570 годах. Хранится в коллекции Музея истории искусств в Вене (инв. №GG 52). 

## История
Первоначально полотно находилось в коллекции Бартоломео делла Наве; с 1659 года хранилось в коллекции эрцгерцога Леопольда Вильгельма Австрийского (1614-1662).

## Описание
На картине изображена сцена встречи Иисуса Христа с молодой вдовой из Наина, которая недавно потеряла сына. Христос вернул юношу к жизни, и женщина стала на колени перед ним в знак благодарности. Главная сцена разворачивается в интерьере с внушительной колоннадой, где персонажи наблюдают за волнующими событиями. Вдова и ее подруги одеты в пышные наряды, и освещение их фигур Христа и навевают ощущение праздника и удивления, резко контрастирующими с ночным, траурным небом на заднем плане. В нижнем левом углу картины изображен молодой человек, который только что воскрес, но еще погружен в этот мрачный свет.
Художник в своей живописи прославляет идеалы и мир венецианской аристократии, одевая свои персонажи и размещая их в сценах, которые имеют много общего с театральными представлениями. С помощью такого приема, как изображение только части парапета, где люди толпятся возле Христа, и частичного изображения персонажей снизу со спины, Веронезе достиг успеха в создании иллюзии участия зрителя в действе.